# Tachiadenus mechowianus
Tachiadenus mechowianus là một loài thực vật có hoa trong họ Long đởm. Loài này được (Vatke ex Schinz) Hill miêu tả khoa học đầu tiên năm 1908.